# Skomakarligan
Skomakarligan kallades en kriminell organisation i Sverige som ägnade sig åt omfattande smuggling och langning av narkotika i slutet av 1970-talet och början av 1980-talet. Ligan leddes av Kivork Wartanian som drev ett skomakeri som täckmantel för verksamheten. Smugglingen gjordes med hjälp av ihåliga skor som Wartanian tog fram. Wartanian dömdes 1982 till ett långt fängelsestraff för grov narkotikasmuggling. Ligan togs fast av den så kallade Huddingegruppen som hade satts ihop för att få kontroll på kokain och heroin som hade börjat strömma in över Sveriges gränser. Gruppen bestod av en samling unga engagerade spanare som var fast beslutna att ta tag i det växande narkotikaproblemet.
En nittio minuter lång dokumentär, Uppdrag Skomakarligan, spelades in av Staffan Hildebrand 1982 och vann Guldantennen för bästa frilansproduktion för TV.